# Ofiara zbrodni lubińskiej
Ofiara zbrodni lubińskiej – fotografia, wykonana przez fotoreportera legnickiego tygodnika „Konkrety” Krzysztofa Raczkowiaka, podczas demonstracji w Lubinie 31 sierpnia 1982. Przedstawia ciężko ranionego milicyjnymi kulami mężczyznę niesionego przez innych demonstrantów. Na tej manifestacji, zorganizowanej z okazji rocznicy podpisania porozumień sierpniowych, milicja otworzyła ogień do manifestujących. Zdjęcie jest jednym z elementów fotoreportażu autora z wydarzeń. Fotoreportaż ten jest dziełem o dużych wartościach poznawczych i historycznych, zaś fotografia Michała Adamowicza stała się ikoną stanu wojennego i jedną z najważniejszych we współczesnej historii Polski.

## Opis zdjęcia

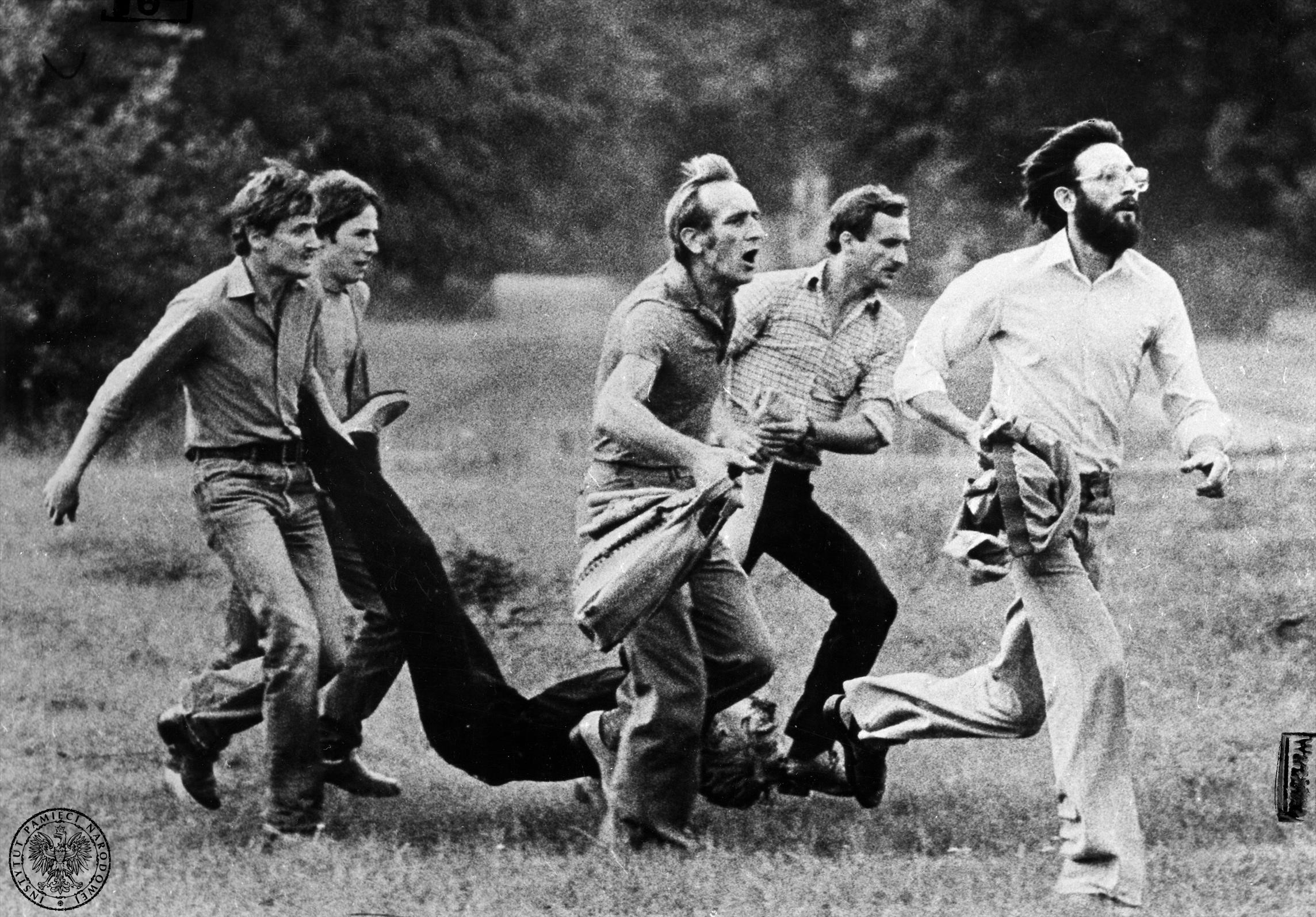
Ofiara zbrodni lubińskiej/ Fot. Krzysztof Raczkowiak

Czarno-białe zdjęcie przedstawia grupę młodych mężczyzn niosących z trudem chwyconego za kończyny mężczyznę. Mężczyzn, ubranych w lekkie, letnie koszule jest pięciu, mężczyzna na przedzie trzyma kawałek materiału, prawdopodobnie swetra. Na twarzach osób maluje się przerażenie. Zdjęcie jest wykonane na zewnątrz, w tle widać niewyraźne drzewa i krzewy. Zidentyfikowano dwie osoby z fotografii, osoba na czele to 26-letni górnik kopalni „Rudna” Jerzy Stężowski, osobą biegnącą za nim z torbą w dłoni jest inny górnik z Rudnej, Mateusz Borkowski.

## Okoliczności
Manifestacja będąca powodem sytuacji zaistniałej na zdjęciu odbyła się w Lubinie 31 sierpnia 1982 i miała uczcić drugą rocznicę porozumień gdańskich, które zezwalały na powstanie wolnych związków zawodowych. Manifestacja odbyła się na lubińskim rynku o 15:30, a zorganizowała ją Międzyzakładowa Komisja Koordynacyjna NSZZ Solidarność. Według szacunków IPN brało w niej udział około 2 tysiące uczestników. Demonstracja zakończyła się około godziny 18:00.
Mężczyzną na zdjęciu jest Michał Adamowicz, elektryk z Zakładów Górniczych Lubin, członek NSZZ Solidarność. Adamowicz był jednym z protestujących podczas nielegalnej manifestacji NSZZ, która odbyła się 31 sierpnia 1982. Po wyjściu z pracy dowiedział się o planowanej na godzinę 16:00 manifestacji. Poszedł tam wraz z grupą kolegów. Podczas demonstracji brał udział w układaniu z kwiatów krzyża, wykrzykiwał hasła. W pewnym momencie siły porządkowe otworzyły ogień do demonstrujących. Gdy usłyszał wystrzały z broni, wraz z innymi rzucił się do ucieczki. O godzinie 17:30 został trafiony pociskiem, który rozerwał część twarzy i okolice prawego ucha.
Już po uwiecznieniu momentu przeniesienia, ludzie zatrzymali samochód marki Polski Fiat 125p, którego kierowca, Jan Kiper, zgodził się zawieźć Adamowicza do szpitala. Istnieje zdjęcie, na którym mężczyźni układają ciężko rannego Adamowicza z tyłu auta.

## Rola fotografa
Autorem zdjęcia jest Krzysztof Raczkowiak (1952–2016), który w czasie zajść pracował jako fotoreporter w legnickim tygodniku „Konkrety”. Raczkowiak był obecny na demonstracji i stał w tłumie z aparatem fotograficznym. Do pracy zmobilizował go okrzyk mężczyzny z tłumu: Fotografuj pan to skurwysyństwo!. On również wystraszył się wystrzału i rzucił się do ucieczki. Obserwował, jak niosący mężczyznę koledzy rzucili go na chwilę na ziemię, podnieśli go dopiero, jak zniknęła z widoku milicyjna nysa. Dopiero gdy Adamowicz został podniesiony, fotoreporter zrobił to zdjęcie. Podczas manifestacji fotoreporter zrobił więcej zdjęć, w większości z ukrycia. Gdy wychodził z bloku na rynku w Lubinie, został zaatakowany przez milicjanta. Kiedy podniosłem do oka aparat, zomowiec sięgnął do pasa, rozpiął kaburę i wystrzelił w moim kierunku  – wspominał. Pocisk uderzył w daszek nad klatką schodową. W tej sprawie zostało przeprowadzone śledztwo Głównej Komisji Ścigania Zbrodni Przeciw Narodowi Polskiemu pod kątem usiłowania zabójstwa przez oddanie strzału z broni ostrej przez zomowca podczas wykonywania zdjęcia przez fotografa. Raczkowiak zrobił także zdjęcie, na którym Adamowicz jest układany w samochodzie i to była ostatnia klatka filmu w jego aparacie. Reporter przyznał, że wagę zdjęcia z niesionym Adamowiczem docenił dopiero przy wywoływaniu.
Krzysztof Raczkowiak wykonał cztery komplety odbitek, z których dwa przekazał do Stowarzyszenia Dziennikarzy Polskich, trzeci do Solidarności Zagłębia Miedziowego, a czwarty zatrzymał w swoim archiwum. Oryginalne negatywy ukrył na wsi pod Lubinem. W 1984 negatyw został przemycony przez autora do Berlina i przekazany do skopiowania w redakcji berlińskiego „Przeglądu”. Prawdopodobnie tam doszło do jego zagubienia, obecnie wykorzystuje się jedynie kopie z wcześniej wykonanych odbitek .

## Kontrowersje
W 2015 r. zdjęcie zostało wykorzystane w reklamie wódki Extra Żytniej z dodatkowym hasłem „Kac Vegas? Scenariusz pisany przez Żytnią” w reklamie na portalu społecznościowym Facebook. Ta akcja promocyjna spotkała się z ogólnym oburzeniem, marka przeprosiła za zaistniałą sytuację. Przedsiębiorstwo Polmos Bielsko-Biała tłumaczyło się niewiedzą o przedmiocie i okolicznościach powstania tej fotografii. Osoba odpowiedzialna za zamieszczenie na portalu społecznościowym reklamy wódki została oskarżona o pomówienie jednej z osób widocznych na zdjęciu. Prokuratura w Legnicy podjęła decyzję o ściganiu czynu o charakterze prywatnoskargowym z urzędu.